# Polizeiruf 110: Zeuge gesucht
Zeuge gesucht ist ein deutscher Kriminalfilm von Vera Loebner aus dem Jahr 1980. Der Fernsehfilm erschien als 67. Folge der Filmreihe Polizeiruf 110.

## Handlung
In einem Betrieb wird Arbeiter Kuhl, genannt „Kulle“, von einem einstürzenden Hallenboden erschlagen. Hauptmann Peter Fuchs und Leutnant Vera Arndt übernehmen die Ermittlungen. Es stellt sich zweierlei heraus: Kulle war bereits tot, als die Decke einstürzte. Den Verletzungen nach wurde er mit einer Eisenstange oder einem ähnlichen Werkzeug erschlagen. Die Decke wurde zudem nach den Worten des Sicherheitsinspektors Dieter vor einem halben Jahr mit neuen Balken versehen. Nun erkennt man, dass die alten Balken nur umgedreht wurden. Witwe Kuhl kann nicht glauben, dass ihr Mann unredliche Dinge getan hat. Sie weiß auch nicht, wer ihm Schlechtes tun wollte. Sie hat jedoch bemerkt, dass Kulle in den letzten Wochen nur ungern zur Arbeit ging.
Plötzlich stellte sich Arbeiter Fred Hübner der Polizei. Er erzählt, dass Kulle ihn einst bei sich aufgenommen hatte. Fred hat keine Eltern oder Verwandten mehr; durch die Unterkunft hatte er nun einen kurzen Arbeitsweg. Kulle und seine Frau Hanne wurden ihm bald Ersatzeltern und so nahm es Kulle mit, als Fred zu seiner großen Liebe, der Gastwirtstochter Doris, zog. Die wohnte im selben Haus wie ihre Eltern und Kulle sagte voraus, dass Fred in der Beziehung wegen der Dominanz der Schwiegereltern nicht viel zu sagen haben werde. Fred und Doris heirateten und tatsächlich wurde Fred das Leben im Haus der Schwiegereltern bald zu eng. Kulle berichtete ihm eines Tages, dass eine Nachbarin ihr Haus verkaufen wolle. Fred bat seinen Schwiegervater um Geld, doch der lehnte ab, da Doris in sein Haus gehöre. Fred sah eine Chance, zu Geld zu kommen, als Kulle im Betrieb die neuen Hallenbodenbretter geliefert bekam. Er wollte Kulle davon überzeugen, die alten Bretter einfach zu wenden und die neuen zu verkaufen, weil er so das Geld für den Hauskauf erhalten würde. Kulle jedoch lehnte brüsk ab. Fred verkaufte die Bretter ohne Kulles Wissen und gab ihm später einen Teil des Erlöses. Kulle, der seinen besten Freund nicht verraten wollte, wendete nun die Bretter, damit der Schwindel nicht auffiel.
Die Ermittler eröffnen Fred, dass Kulle nicht durch den Fall durch den Boden verstarb, sondern erschlagen wurde. Fred jedoch hat für die Zeit zwischen Mord und Einbruch der Decke ein Alibi. Die Ermittlungen nehmen nun eine Wendung. Gefunden wurde die Leiche von Arbeiter Schliese, der angab, dass es damals 17.30 Uhr war. Zu dieser Zeit war auch Kulles Uhr stehengeblieben, was Unfall- und Todeszeit als gleichzeitig festlegte. In der Zeit wiederum stand Schliese mit Arbeiter Uhlig unweit der Halle. Schliese machte Uhlig auf ein Geräusch aufmerksam, das Uhlig nicht gehört hatte, und beide fanden die Leiche. Was die Ermittler erst von Kulles Witwe erfahren, ist, dass Kulles Uhr den Tag über eine Stunde vor ging. Kulle hatte die Uhr wie immer früh richtig gestellt, sodass sie gegen 17.30 Uhr eine halbe Stunde vorgegangen sein muss. Schliese hatte also eine halbe Stunde Zeit, den Mord zu vertuschen und sich ein Alibi zu suchen – in dem Fall Kollege Uhlig. Bei seinem Geständnis sagt Schliese aus, dass er damals gesehen habe, wie Kulle die Balken wendete. Seit dieser Zeit erpresste er Kulle, kam nur selten zur Arbeit und ging früher. Kulle deckte ihn notgedrungen und berechnete ihm den vollen Lohn. Als er aussteigen wollte, erinnerte Schliese ihn an seine Balkenaktion und Kulle wurde wütend. Im Streit erschlug Schliese ihn.

## Produktion
Zeuge gesucht wurde vom 12. Februar bis 20. März 1980 in Berlin und Umgebung gedreht. Die Kostüme des Films schuf Elisabeth Dowe, die Filmbauten stammen von Günther Möller. Der Film erlebte am 9. November 1980 im 1. Programm des Fernsehens der DDR seine Premiere. Die Zuschauerbeteiligung lag bei 60,6 Prozent.
Es war die 67. Folge der Filmreihe Polizeiruf 110. Hauptmann Peter Fuchs ermittelte in seinem 41. Fall und Leutnant Vera Arndt in ihrem 42. Fall. Die Kritik befand, dass im Polizeiruf eine Neuerung eingeführt wurde: „Neu ist das psychologische Motiv, unter dem der junge „Sohni“ [Fred Hübner] handelt, seine Sehnsucht nach Geborgenheit, die ihn zu seinen Verfehlungen verleitet.“ Die gesellschaftliche Realität spiele deutlich in den Kriminalfall hinein und habe „die Gesetzesverletzungen wenn nicht bedingt, so doch wenigstens befördert und begünstigt“, so die Kritik.